# Pultenaea fasciculata
Pultenaea fasciculata är en ärtväxtart som beskrevs av George Bentham. Pultenaea fasciculata ingår i släktet Pultenaea och familjen ärtväxter. Inga underarter finns listade i Catalogue of Life.